# Burg Strádov

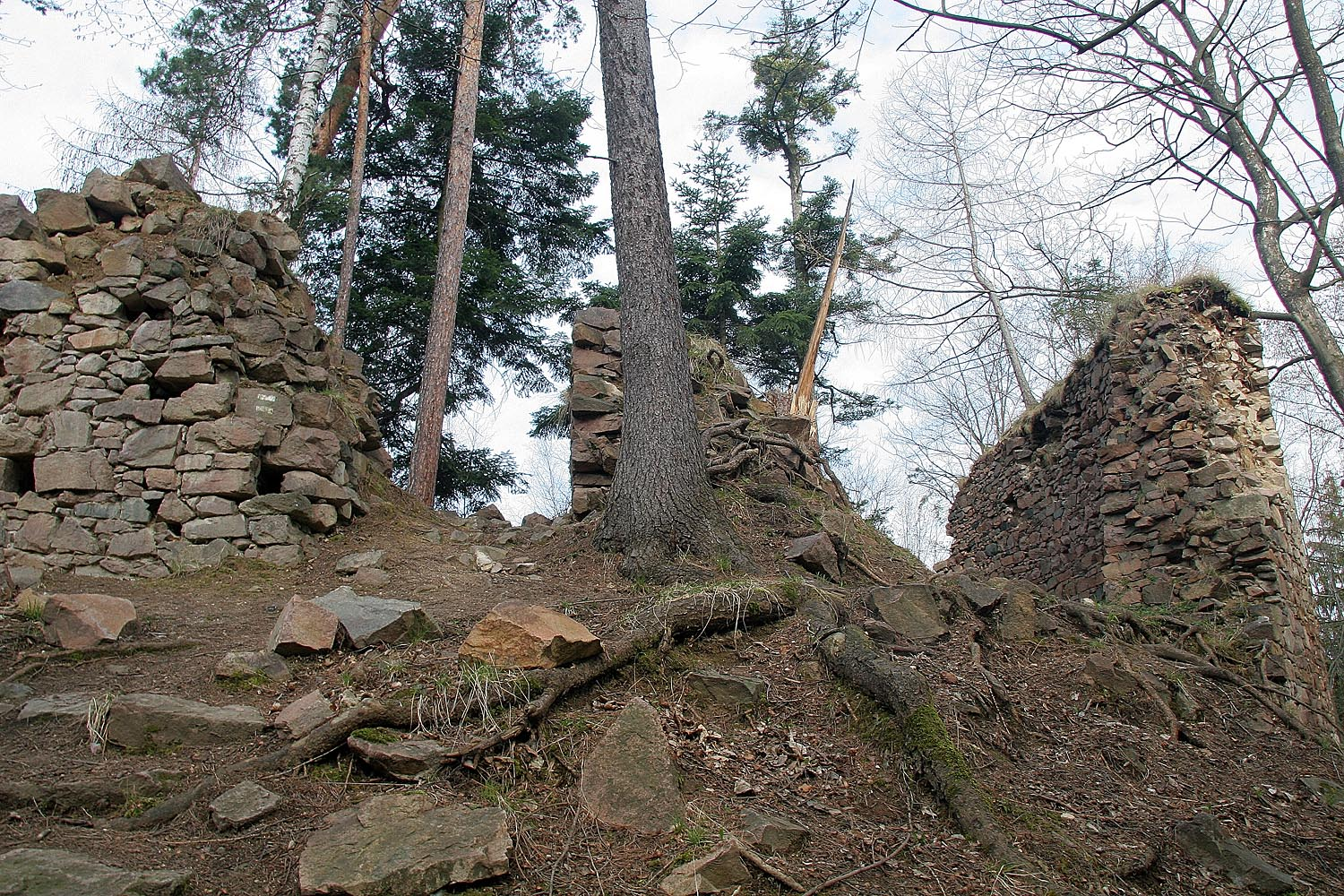
Mauerreste

Die Ruine der Burg Strádov (deutsch Stradow) ist eine ehemalige gotische Spornburg auf dem Gebiet der Stadt Nasavrky im Okres Chrudim in Tschechien.

## Geographie
Die Ruine befindet sich einen reichlichen Kilometer nördlich des Dorfes Libáň im Eisengebirge auf einem steilen Felssporn aus rotem Granit über den Tälern der Chrudimka und ihres Zuflusses Libáňský potok. Sie liegt im Landschaftsschutzgebiet CHKO Železné hory innerhalb des Naturreservates Strádovské Peklo.
Umliegende Orte sind Výsonín im Nordosten, Radochlín im Osten, Libáň und Drahotice im Süden sowie Práčov im Nordwesten.

## Geschichte
Die Burg wurde wahrscheinlich in der ersten Hälfte des 14. Jahrhunderts durch die Herren Lacembok von Chlum errichtet. Erstmals schriftlich erwähnt wurde sie 1374, als Jaroš Lacembok von Strádov das Patronat über die Kirche und das Kloster St. Jakobus in Práčov übernahm. Nachfolgende Besitzer waren ab 1382 Jaroš’ Sohn Jindřich Lacembok von Strádov und ab 1409 Bleh von Lipka und Strádov. Es wird angenommen, dass das Chrudimer Heer, das 1421 das Minoritenkloster Práčov zerstörte, auch die Burg Strádov einnahm. 1438 verpfändete Jan von Strádov die Burg Strádov mit dem Städtchen Nasavrky und neun Dörfern an die Söhne des Bleh von Lipka: Aleš von Bítovany, Beneš von Křivá und Jan von Lipka. Im Jahre 1444 verkauften die Erben des Jan von Strádov die Güter Nasavrky und Strádov  für 400 Schock Groschen an Jan Slon von Seslavec. Möglicherweise war die Burg bereits seit den Hussitenkriegen ruiniert und verlassen. Als neuer Herrschaftssitz diente die Feste Nasavrky. Als im Jahre 1457 die Güter des Jan von Lipka an König Ladislaus Postumus heimfielen, wurde die Burg Strádov als wüst bezeichnet.
In der zweiten Hälfte des 18. Jahrhunderts ließ der Besitzer der Herrschaft Nassaberg, Johann Adam von Auersperg, in den ausgedehnten herrschaftlichen Wäldern zwischen Libáň, Slavice, Licibořice, Šiškovice, Trpišov und Práčov den Slawitzer Tiergarten (Slavická obora) anlegen, in dessen Gebiet auch die Burgruine lag. Vincenz Karl Joseph von Auersperg ließ in der ersten Hälfte des 19. Jahrhunderts für seine Jagdgesellschaften zum besseren Zugang zur Ruine eine hölzerne Brücke über den Burggraben anlegen.
Die Ruine wurde 1958 zum Kulturdenkmal erklärt. Wegen ihrer Lage innerhalb der Slavická obora war die Ruine lange Zeit nur im Februar und März sowie Juli und August zugänglich. Seit der Verkleinerung des Wildgeheges im Jahre 2014 ist sie nun ganzjährig zugängig.

## Anlage
Die Burg war gegen Norden und Westen durch den steilen Felshang zu den Tälern von Chrudimka und Libáňský potok geschützt. Im Südosten, wo der Sporn in die Hochebene überging, befanden sich stärkere Befestigungsanlagen mit einem tiefen Burggraben. Die eigentliche Kernburg lag auf dem äußersten Vorsprung des Sporns, den südlichen Teil der Burganlage nahm die Vorburg ein.
Die von einer Burgmauer umgebene Vorburg war an ihrer Nordwestseite durch einen weiteren, in den Fels eingehauenen Graben von der Innenburg abgetrennt. In der Vorburg standen die Wirtschaftsgebäude der Burg. Das Burgtor befand sich an der Ostseite der Vorburg.
Die Innenburg hatte einen trapezförmigen Grundriss, der aus dem unregelmäßigen Felsgelände resultierte. Der Zugang erfolgte von der Vorburg auf einer Brücke über den inneren Graben. Das Eingangstor zur Innenburg war durch einen mächtigen rechteckigen Wohnturm mit einer Mauerlänge von 8,5 × 11 m geschützt, dessen obere Stockwerke als Wohnräume dienten. Im westlichen Teil stand an der Burgmauer der Palas. Der Turm und der Palas waren mit Mauern verbunden, zwischen denen sich ein kleiner Innenhof befand.
Heute ist das Burgareal bewaldet. Die auf dem Burgfelsen gegründete nördliche Burgmauer ist bis in einer Höhe von 11 m erhalten; von den übrigen Burgmauern sind nur noch die Grundmauern vorhanden. Erhalten sind die Burggräben, wobei der äußere Graben, der die Vorburg von der Umgebung trennte, teilweise zugeschüttet wurde. Die Außenmauern des Wohnturms sind bis in eine Höhe von 3–4 m vorhanden, an seiner Nordseite befindet sich das ursprüngliche Eingangsportal. Vom Palas sind die Grundmauern vorhanden. Von der Bebauung in der Vorburg zeugen noch Kellergewölbe und Bodenvertiefungen.